# Diplospora minahassae
Diplospora minahassae är en måreväxtart som beskrevs av Sijfert Hendrik Koorders. Diplospora minahassae ingår i släktet Diplospora och familjen måreväxter. Inga underarter finns listade i Catalogue of Life.